# Kredenn Geltiek Hollvedel
Pour les articles homonymes, voir KGH.
 (28 mai 2025).
Kredenn Geltiek ou Credinna Celtica (« Croyance Celtique ») / Kredenn Geltiek Hollvedel (« Croyance Celtique Mondiale »), ou encore KG / KGH, est un mouvement néodruidique d’origine bretonne. Les autres désignations sont : Goursez Tud Donn  (« Assemblée des Gens de la déesse Ana »), Henvreudeuriezh Tud an Derv (« Très Ancienne Fraternité des Gens du Chêne »), il publie une revue : Ialon-Kad-Nemeton.

## Origine
Fondé en 1936 par Raffig Tullou, Morvan Marchal (créateur du Gwen Ha Du).
Les membres de confession druidique appartiennent alors au Mouvement fédéraliste breton, qui sera le premier, en 1938, à lancer un manifeste contre la guerre. Pour se différencier de la Fraternité des Druides, Bardes et Ovates de Bretagne ou Gorsedd de Bretagne ils décident de créer leur propre organisation : la Breuriez Spered Adnevezi (« Fraternité de l'Esprit du Renouveau ») et se dotent d'un moyen d'expression, le bulletin Kad (« Combat »). Morvan Marchal est le premier « druide » de cette organisation. Viennent s'ajouter ensuite, le barde « Kerverziou », alias Gwilherm Berthou Kerverziou, le linguiste Jean Piette, le druide Kalondan, alias Edmond Coarer l'écrivain. Ils s'imprègnent de la lecture des textes celtiques anciens, de la littérature classique antique, de la littérature védique : la Bhagavad-Gîtâ, ou encore des maximes de Lao Tseu, afin de promouvoir les vieilles traditions indo-européennes et restaurer la foi druidique. 
Durant la Seconde Guerre mondiale, sa revue, Kad (combat), bulletin d'étude et de philosophie druidique, change de titre pour devenir Nemeton (sanctuaire). Ialon-Kad-Nemeton est aujourd’hui l'héritière de cette revue. 
Depuis 1937, cette organisation a connu bien des remous et des schismes. Le dernier en date remonte à 1994 où, après la disparition de son fondateur, le groupe se sépare d’une partie de ses membres et s'installe à Commana.

## Aspect contemporain, membres et positions
Pour Alain Le Goff, son président, « La Kredenn geltiek est une des plus anciennes associations culturelles de Bretagne et des plus honorablement connues de Bretagne comme en a témoigné la présence de très nombreuses personnalités du monde culturel en 1990 lors de la cérémonie d'inhumation de son président-fondateur Rafig Tullou. » Propos prophétiques car en novembre 2001 le Uerdruis Gobannogenos (Alain Le Goff), de la Kredenn Geltiek Hollvedel, avait été invité, en tant que délégué du druidisme, au World Congress for the Preservation of Religious diversity (« Congrès mondial pour la préservation de la diversité religieuse »), à New-Delhi, par les plus hautes instances de l'hindouisme et personnellement par le Swami Dayananda Saraswati. Cinq ans après cette prise de contact avec le monde des spiritualités natives, de nouveaux envoyés se sont rendus sur la terre sacrée de Bharat (Inde) pour y recueillir un message d'active solidarité, et d'opposition aux totalitarismes religieux. La délégation 2006 de la Kredenn Geltiek Hollvedel et du rassemblement des 6 collèges druidiques de Bretagne, au Congrès organisé par l'International Centre for Cultural Studies (I.C.C.S.), à Jaïpur, Rajasthan, Inde, se composait de trois représentants, deux hommes et une femme.
La Kredenn Geltiek Hollvedel appartient à la confédération des religions natives. Cette dernière a été officiellement déclarée en décembre 2002 ; elle a pour but de coordonner les dynamiques païennes de l'espace européen francophone, afin essentiellement de les voir mieux reconnues et respectées, mais aussi d'adhérer au Congrès mondial des religions ethniques (World Congress ofnati Ethnic Religions), la grande et puissante (puisque les hindous y participent) organisation païenne internationale.
La Kredenn Geltiek, ainsi que la plupart des mouvances païennes, est jugée proche de la Nouvelle Droite par le politologue Stéphane François.